# لولوبة نجمية
لولوبة نجمية (الاسم العلمي:Spiranthes stellata) هي نوع من النباتات يتبع جنس اللولوبة من الفصيلة السحلبية.